# Ateleute retorsa
Ateleute retorsa är en stekelart som först beskrevs av André Seyrig 1952.  Ateleute retorsa ingår i släktet Ateleute och familjen brokparasitsteklar. Inga underarter finns listade.